# Vineta

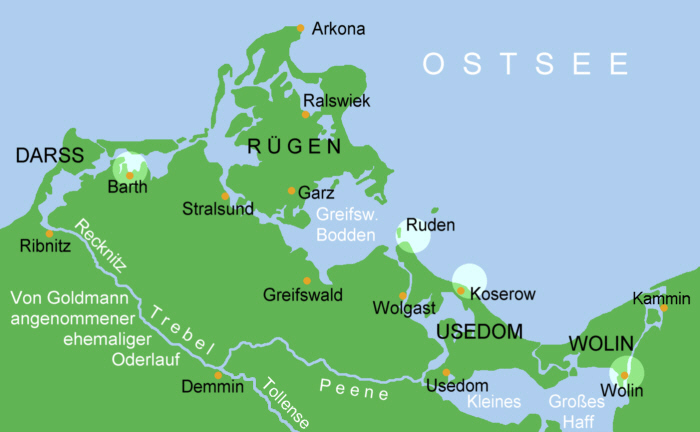
Tentatives de localisation de Vineta

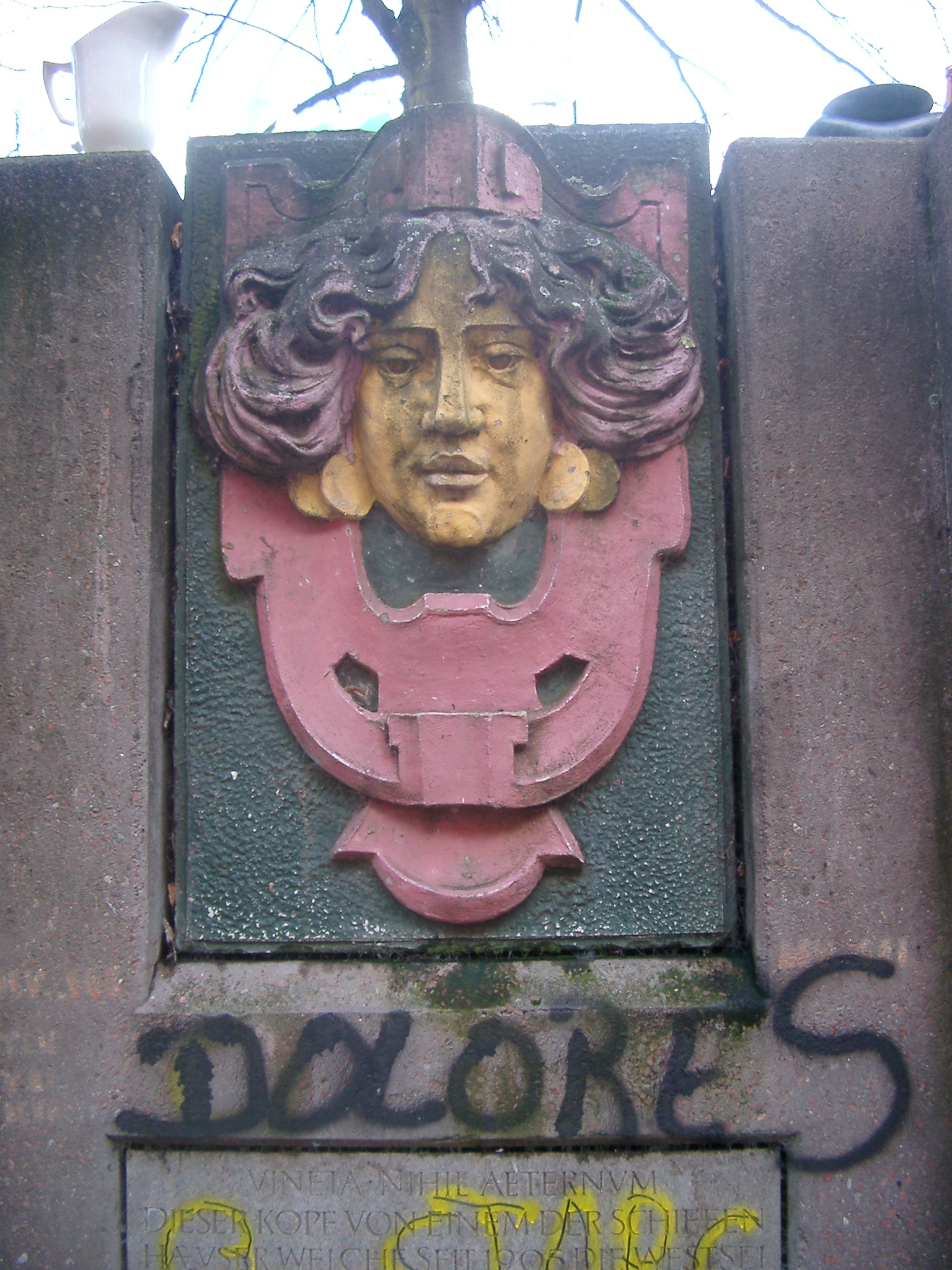
Personnification de Vineta à Kiel: VINETA NIHIL AETERNUM (Vineta, rien n'est éternel)

Vineta ou Wineta (parfois considérée comme ne faisant qu'une avec Jomsborg) est une ville légendaire qui se serait située sur la côte de la mer Baltique. On a cherché à la localiser à Wolin en Pologne ou à Zinnowitz sur l'île d'Usedom en Allemagne, puis près de Barth dans le Mecklembourg-Poméranie-Occidentale.
La première mention écrite de la cité remonte aux alentours de 970 et est due au voyageur arabe Ibrahim ibn Ya'qub, émissaire du Calife de Cordoue : il parle d'un grand port « à douze portes » dans le nord-ouest du pays de Misiko (Mieszko Ier de Pologne), dont les armées seraient supérieures à celles de « tous les peuples du Nord ».
Au XIe et au XIIe siècle, des marchands parlent de la cité comme de l'une des plus puissantes de la Mer Baltique. L'évêque Adam de Brême écrit qu'elle est l'une des plus grandes villes d'Europe.
En 1159, une flotte danoise aurait détruit Vineta pendant la croisade de christianisation forcée des Wendes.
Selon la légende, Vineta fut engloutie au cours d'une tempête « en raison des péchés de ses habitants », ceci ayant été « annoncé par des présages ». Dans Europica Varietas (Kassa, 1620), le voyageur hongrois Márton Szepsi Csombor affirme que Vineta a été détruite par la foudre de Dieu, comme sa voisine Julinum, et engloutie par la mer. On pourrait voir ses bâtiments sous l'eau par temps clair. 
Dans les années 1840, Timofeï Granovski considère que Vineta n'est qu'une légende médiévale. Elle pourrait avoir disparu en fait en raison soit d'une onde de tempête (comme Rungholt en Mer du Nord), soit de la modification du cours des bras du delta de l'Oder, mais il n'y a pas de preuve scientifique de son existence connue à ce jour.

## Vineta dans la culture
Dans le roman de Selma Lagerlöf, Le Merveilleux Voyage de Nils Holgersson à travers la Suède, Nils visite Vineta. La ville apparaît aussi dans La Ratte de  Günter Grass, dans Le Rhinocéros du pape du romancier anglais Lawrence Norfolk et dans Les Bienveillantes de Jonathan Littell.
Le poème de Wilhelm Müller sur Vineta, issu de son recueil Lyrische Reisen und epigrammatische Spaziergänge, a été repris par de nombreux musiciens pour créer des lieds et des chœurs, notamment Johannes Brahms pour le deuxième chœur de son op. 42.
Une attraction du parc d'attractions Europa Park dans le quartier Scandinave s'appelle la ville engloutie de Vineta. Un troll animatronique raconte la légende pendant que la ville apparaît. Elle a ouvert en 1992. L'attraction a disparu lors de l'incendie du quartier Scandinavie le 26 mai 2018.

### Fiction
Pour les références en littérature, cinéma et télévision, voir l'article allemand correspondant

### Navires
Deux navires allemands sont baptisés de son nom:
- La corvette SMS Vineta (1863)
- Le croiseur SMS Vineta (1897)